# Klasyfikacja górska Tour de France

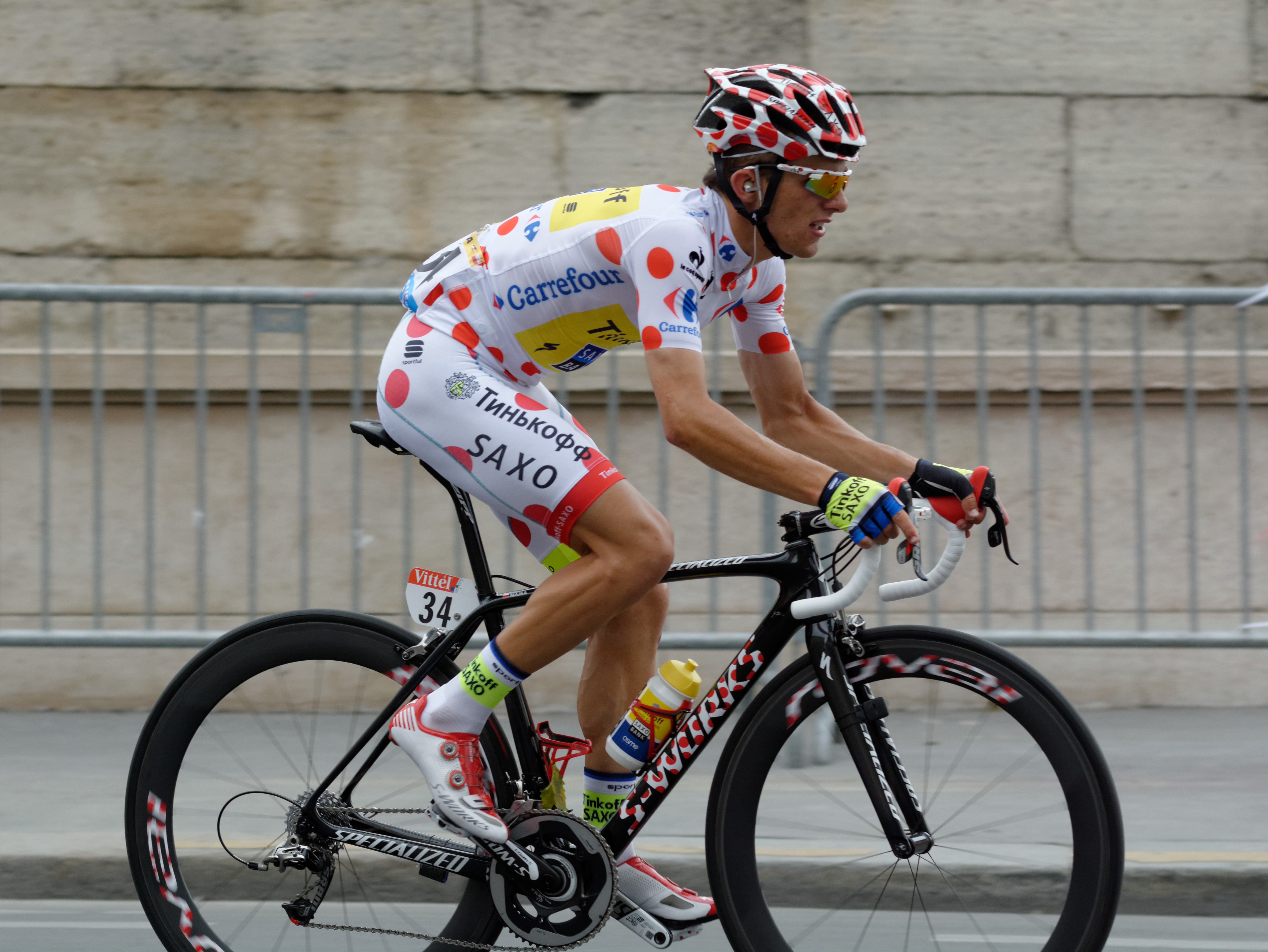
Rafał Majka w białej koszulce w czerwone grochy

Biała koszulka w czerwone grochy (fr. maillot à pois rouges) – koszulka przyznawana liderowi w klasyfikacji górskiej podczas wyścigu Tour de France. Potocznie o kolarzu, który jedzie w tej koszulce mówi się król gór.

## Historia
Klasyfikacja górska po raz pierwszy była prowadzona w roku 1933. Jej zwycięzcą został Vicente Trueba, który na większość szczytów wjeżdżał jako pierwszy. Jednak ze względu na to, iż bardzo źle zjeżdżał nie osiągnął nic oprócz zdobywania szczytów jako pierwszy. Dyrektor Tour de France, Desgrange, zdecydował, że kolarz dojeżdżający jako pierwszy na szczyt powinien otrzymywać bonus. Od 1934 różnica czasu pomiędzy przyjazdem pierwszego a drugiego kolarza na szczycie, była przyznawana jako bonus czasowy dla pierwszego kolarza. Później bonus czasowy został zlikwidowany, ale klasyfikacja górska pozostała.
Pomimo długiego istnienia klasyfikacji górskiej dopiero w roku 1975 po raz pierwszy przyznano koszulkę dla jej zwycięzcy. Kolorystyka koszulki, jak w przypadku innych koszulek, wynika z barw sponsora. Sponsorem koszulki został producent słodyczy Chocolat Poulain, który nadał jej barwy związane z nowym produktem. Aktualnie sponsorem koszulki jest sieć supermarketów Carrefour. Kolorystyka koszulki z Tour de France została również zaadaptowana przez inne wieloetapowe wyścigi kolarskie (np. Tour of Britain).

## Sposób przyznawania punktów
Z każdym szczytem znajdującym się na trasie Touru związana jest pula punktów dla kolarzy, którzy jako pierwsi dojadą na szczyt. Szczyty są podzielone na cztery podstawowe kategorie: 1 (najtrudniejsza), 2, 3 4 (najłatwiejsza). Podział ten ustalany jest na podstawie trudności szczytów, tj. długości i stromości podjazdów. Ponadto została ustalona dodatkowa kategoriaHors catégorie (z franc. poza kategorią), która dotyczy szczytów trudniejszych niż te z pierwszej kategorii.
Punkty przyznawane są zgodnie z poniższą listą:
- premia górska Hors catégorie: 25, 20, 16, 14, 12, 10, 8, 6, 4 i 2 punktów odpowiednio dla pierwszych 10. kolarzy na szczycie,
- premia górska pierwszej kategorii: 10, 8, 6, 4, 2 i 1 punktów odpowiednio dla pierwszych 6. kolarzy na szczycie,
- premia górska drugiej kategorii: 5, 3, 2 i 1 punktów odpowiednio dla pierwszych 4. kolarzy na szczycie,
- premia górska trzeciej kategorii: 2 i 1 punktów odpowiednio dla pierwszych 2. kolarzy na szczycie,
- premia górska czwartej kategorii: 1 punkt odpowiednio dla pierwszego kolarza na szczycie,.

Ponadto od roku 2004 wprowadzono zmianę, iż punkty przyznawane na premiach górskich drugiej, pierwszej i poza kategorią są podwajane, jeżeli premia znajduje się na mecie etapu.
W celu rozstrzygania kolejności w klasyfikacji w przypadku, gdy jeden lub więcej kolarzy posiada tę samą liczbę punktów przyjęto następujące zasady.
Pierwszy jest kolarz, który więcej razy dojechał jako pierwszy na premię górską poza kategorią. Jeżeli liczba ta jest równa, to sprawdzane są klasyfikacje odpowiednio, dla 1, 2, 3 i 4 kategorii, aż do określenia zwycięzcy. Jeżeli kolarze mają identyczną liczbę zwycięstw we wszystkich kategoriach, to o pierwszeństwie decyduje wyższe miejsce w klasyfikacji generalnej.

## Król gór

### Klasyfikacja wszech czasów
| Miejsce | Kolarz              | Kraj       | Liczba zwycięstw | Lata                                     |
| ------- | ------------------- | ---------- | ---------------- | ---------------------------------------- |
| 1.      | Richard Virenque    | Francja    | 7                | 1994, 1995, 1996, 1997, 1999, 2003, 2004 |
| 2.      | Federico Bahamontes | Hiszpania  | 6                | 1954, 1958, 1959, 1962, 1963, 1964       |
| 2.      | Lucien Van Impe     | Belgia     | 6                | 1971, 1972, 1975, 1977, 1981, 1983       |
| 4.      | Julio Jiménez       | Hiszpania  | 3                | 1965, 1966, 1967                         |
| 5.      | Felicien Vervaecke  | Belgia     | 2                | 1935, 1937                               |
| 5.      | Gino Bartali        | Włochy     | 2                | 1938, 1948                               |
| 5.      | Fausto Coppi        | Włochy     | 2                | 1949, 1952                               |
| 5.      | Charly Gaul         | Luksemburg | 2                | 1955, 1956                               |
| 5.      | Imerio Massignan    | Włochy     | 2                | 1960, 1961                               |
| 5.      | Eddy Merckx         | Belgia     | 2                | 1969, 1970                               |
| 5.      | Luis Herrera        | Kolumbia   | 2                | 1985, 1987                               |
| 5.      | Claudio Chiappucci  | Włochy     | 2                | 1991, 1992                               |
| 5.      | Laurent Jalabert    | Francja    | 2                | 2001, 2002                               |
| 5.      | Michael Rasmussen   | Dania      | 2                | 2005, 2006                               |
| 5.      | Rafał Majka         | Polska     | 2                | 2014, 2016                               |
| 5.      | Tadej Pogačar       | Słowenia   | 2                | 2020, 2021                               |

### Lista wszystkich zwycięzców
| Rok  | Król gór            | Kraj            |
| ---- | ------------------- | --------------- |
| 2024 | Richard Carapaz     | Ekwador         |
| 2023 | Giulio Ciccone      | Włochy          |
| 2022 | Jonas Vingegaard    | Dania           |
| 2021 | Tadej Pogačar       | Słowenia        |
| 2020 | Tadej Pogačar       | Słowenia        |
| 2019 | Romain Bardet       | Francja         |
| 2018 | Julian Alaphilippe  | Francja         |
| 2017 | Warren Barguil      | Francja         |
| 2016 | Rafał Majka         | Polska          |
| 2015 | Chris Froome        | Wielka Brytania |
| 2014 | Rafał Majka         | Polska          |
| 2013 | Nairo Quintana      | Kolumbia        |
| 2012 | Thomas Voeckler     | Francja         |
| 2011 | Samuel Sánchez      | Hiszpania       |
| 2010 | Anthony Charteau    | Francja         |
| 2009 | Franco Pellizotti   | Włochy          |
| 2008 | Carlos Sastre       | Hiszpania       |
| 2007 | Mauricio Soler      | Kolumbia        |
| 2006 | Michael Rasmussen   | Dania           |
| 2005 | Michael Rasmussen   | Dania           |
| 2004 | Richard Virenque    | Francja         |
| 2003 | Richard Virenque    | Francja         |
| 2002 | Laurent Jalabert    | Francja         |
| 2001 | Laurent Jalabert    | Francja         |
| 2000 | Santiago Botero     | Kolumbia        |
| 1999 | Richard Virenque    | Francja         |
| 1998 | Christophe Rinero   | Francja         |
| 1997 | Richard Virenque    | Francja         |
| 1996 | Richard Virenque    | Francja         |
| 1995 | Richard Virenque    | Francja         |
| 1994 | Richard Virenque    | Francja         |
| 1993 | Tony Rominger       | Szwajcaria      |
| 1992 | Claudio Chiappucci  | Włochy          |
| 1991 | Claudio Chiappucci  | Włochy          |
| 1990 | Thierry Claveyrolat | Francja         |
| 1989 | Gert-Jan Theunisse  | Holandia        |
| 1988 | Steven Rooks        | Holandia        |
| 1987 | Luis Herrera        | Kolumbia        |
| 1986 | Bernard Hinault     | Francja         |
| 1985 | Luis Herrera        | Kolumbia        |
| 1984 | Robert Millar       | Wielka Brytania |
| 1983 | Lucien Van Impe     | Belgia          |
| 1982 | Bernard Vallet      | Francja         |
| 1981 | Lucien Van Impe     | Belgia          |
| 1980 | Raymond Martin      | Francja         |
| 1979 | Giovanni Battaglin  | Włochy          |
| 1978 | Mariano Martinez    | Francja         |
| 1977 | Lucien Van Impe     | Belgia          |
| 1976 | Giancarlo Bellini   | Włochy          |
| 1975 | Lucien Van Impe     | Belgia          |
| 1974 | Domingo Perureña    | Hiszpania       |
| 1973 | Pedro Torres        | Hiszpania       |
| 1972 | Lucien Van Impe     | Belgia          |
| 1971 | Lucien Van Impe     | Belgia          |
| 1970 | Eddy Merckx         | Belgia          |
| 1969 | Eddy Merckx         | Belgia          |
| 1968 | Aurelio González    | Hiszpania       |
| 1967 | Julio Jiménez       | Hiszpania       |
| 1966 | Julio Jiménez       | Hiszpania       |
| 1965 | Julio Jiménez       | Hiszpania       |
| 1964 | Federico Bahamontes | Hiszpania       |
| 1963 | Federico Bahamontes | Hiszpania       |
| 1962 | Federico Bahamontes | Hiszpania       |
| 1961 | Imerio Massignan    | Włochy          |
| 1960 | Imerio Massignan    | Włochy          |
| 1959 | Federico Bahamontes | Hiszpania       |
| 1958 | Federico Bahamontes | Hiszpania       |
| 1957 | Gastone Nencini     | Włochy          |
| 1956 | Charly Gaul         | Luksemburg      |
| 1955 | Charly Gaul         | Luksemburg      |
| 1954 | Federico Bahamontes | Hiszpania       |
| 1953 | Jésus Lorono        | Hiszpania       |
| 1952 | Fausto Coppi        | Włochy          |
| 1951 | Raphaêl Géminiani   | Francja         |
| 1950 | Louison Bobet       | Francja         |
| 1949 | Fausto Coppi        | Włochy          |
| 1948 | Gino Bartali        | Włochy          |
| 1947 | Pierre Brambilla    | Włochy          |
| 1939 | Sylvère Maes        | Belgia          |
| 1938 | Gino Bartali        | Włochy          |
| 1937 | Félicien Vervaecke  | Belgia          |
| 1936 | Julián Berrendero   | Hiszpania       |
| 1935 | Félicien Vervaecke  | Belgia          |
| 1934 | René Vietto         | Francja         |
| 1933 | Vicente Trueba      | Hiszpania       |

### Zwycięstwa z podziałem na kraje
| Miejsce | Kraj            | Najczęściej wygrywający kolarz                                        | Ostatni zwycięzca       | Liczba zwycięstw |
| ------- | --------------- | --------------------------------------------------------------------- | ----------------------- | ---------------- |
| 1.      | Francja         | Richard Virenque (7)                                                  | Romain Bardet 2019      | 23               |
| 2.      | Hiszpania       | Federico Bahamontes (6)                                               | Samuel Sánchez 2011     | 17               |
| 3.      | Włochy          | Gino Bartali, Fausto Coppi, Imerio Massignan i Claudio Chiappucci (2) | Franco Pellizotti 2009  | 13               |
| 4.      | Belgia          | Lucien Van Impe (6)                                                   | Lucien Van Impe 1983    | 11               |
| 5.      | Kolumbia        | Luis Herrera (2)                                                      | Nairo Quintana 2013     | 5                |
| 6.      | Luksemburg      | Charly Gaul (2)                                                       | Charly Gaul 1956        | 2                |
| 6.      | Holandia        | Steven Rooks i Gert-Jan Theunisse                                     | Gert-Jan Theunisse 1989 | 2                |
| 6.      | Dania           | Michael Rasmussen (2)                                                 | Michael Rasmussen 2006  | 2                |
| 6.      | Polska          | Rafał Majka (2)                                                       | Rafał Majka 2016        | 2                |
| 6.      | Wielka Brytania | Robert Millar i Chris Froome                                          | Chris Froome 2015       | 2                |
| 6.      | Słowenia        | Tadej Pogačar (2)                                                     | Tadej Pogačar 2021      | 2                |
| 10.     | Szwajcaria      | Tony Rominger                                                         | Tony Rominger 1993      | 1                |